# Davit Iškhanyan
Davit Iškanyan (in armeno Դավիթ Ռուբենի Իշխանյան?; Ashan, 27 dicembre 1968) è un politico karabakho.

## Biografia
Nato ad Ashan, regione di Martowni nell'allora Oblast' autonoma del Nagorno Karabakh, si è laureato presso la Facoltà di Storia-Giurisprudenza dell'Istituto Pedagogico Stepanakert nella specialità «Storia e Diritto».
Dopo aver prestato servizio nell'esercito sovietico, tra il 1991 e il 1995 è stato deputato del Consiglio supremo della repubblica del Nagorno Karabakh. Ha partecipato alla guerra del Nagorno Karabakh guidando il 28º battaglione di stanza nella sua regione.
Nelle elezioni parlamentari del 31 marzo 2020 è stato eletto deputato dell'Assemblea nazionale della Repubblica dell'Artsakh dalla lista proporzionale del partito Federazione Rivoluzionaria Armena.
Il 7 agosto 2023 è stato nominato presidente dell'Assemblea nazionale e dal primo al 10 settembre ha retto ad interim la carica di presidente della repubblica.
A seguito dell’offensiva azera nel Nagorno Karabakh del 2023, viene catturato dagli azeri agli inizi del mese di ottobre unitamente ad altre autorità della repubblica dell’Artsakh e imprigionato in un centro di detenzione preventiva a Baku.
È sposato con tre figli.

## Onorificenze
Premiato con l'Ordine di 1º grado "Croce di battaglia" (Decreto presidenziale NKR n. 24-A, 04.05.2012) e Medaglia "Mkhitar Gosh" (Decreto presidenziale NKR n. 13-A, 16.02.2018)